# Portada/article març 3

## Flocke
Flocke (ˈflɔkə) és una femella d'os polar nascuda en captivitat al Zoo de Nuremberg l'11 de desembre del 2007. Poques setmanes després de néixer, se l'apartà de la seva mare després que es despertés preocupació per la seva seguretat. Tot i que el zoo havia establert una estricta política de no interferència amb els seus animals, l'equip del zoo preferí criar el cadell a mà. Aquesta decisió es produí en un moment en què el zoo rebia una atenció negativa dels mitjans de comunicació després que una altra ossa polar suposadament es mengés els seus cadells nounats.